# Crocidura nigeriae
Crocidura nigeriae är en däggdjursart som beskrevs av Guy Dollman 1915. Crocidura nigeriae ingår i släktet Crocidura och familjen näbbmöss. IUCN kategoriserar arten globalt som livskraftig. Inga underarter finns listade i Catalogue of Life.
Denna näbbmus förekommer med två större populationer i Nigeria samt i angränsande områden av Kamerun. Arten hittas även på Bioko (Ekvatorialguinea). Kanske sträcker sig utbredningsområdet fram till Ghana och Elfenbenskusten. Crocidura nigeriae vistas främst i fuktiga skogar. Den besöker även gräsmarker och jordbruksmark intill skogarna.
Arten blir med svans 144 till 170 mm lång och svanslängden är 53 till 64 mm. Crocidura nigeriae har 16 till 18 mm långa bakfötter, 9 till 14 mm långa öron och en vikt av 11 till 24 g. Hannar är tyngre än honor. På ovansidan förekommer mörkbrun päls och undersidan är täckt av ljusare gråbrun eller grå päls. På svansen finns många korta svarta hår.